# NGC 592
NGC 592 é uma nuvem estelar na galáxia do Triângulo, localizada na direção da constelação de mesmo nome. Possui uma declinação de +30° 38' 47" e uma ascensão recta de 1 horas, 33 minutos e 12,0 segundos. Foi descoberta em 2 de Outubro de 1861 por Heinrich Louis d'Arrest.